# Watergate Bay
Watergate Bay är en vik i Storbritannien.   Den ligger i riksdelen England, i den södra delen av landet. Viken är en del av Keltiska havet.